# 克里斯·麥卡洛
克里斯多福·A·麥卡洛（英語：Christopher A. McCullough，1995年2月5日—）為美国男子篮球运动員，場上位置為前鋒，現效力於台灣職業籃球大聯盟桃園台啤永豐雲豹。他在2015年NBA选秀中第1轮第29顺位被布魯克林籃網选中。

## 職業生涯
2019年7月麥卡洛與韓國籃球聯賽安養KGC簽約。2020年8月29日，麥卡洛加盟維爾紐斯利杜禾斯。11月30日，安養KGC宣布簽下麥卡洛頂替厄尔·克拉克。12月21日，安養KGC完成註冊麥卡洛。2021年3月9日，麥卡洛被贾里德·萨林杰頂替。
2021年11月17日，麥卡洛加盟P. LEAGUE+新北國王。2022年1月15日，新北國王作客臺北富邦勇士主場，麥卡洛在第一節投進5記三分球追平P. LEAGUE+單節三分球進球紀錄，並攻下21分締造P. LEAGUE+單節得分新紀錄。3月8日，麥卡洛在對戰桃園領航猿比賽中傷到左膝，隔天3月9日確認為前十字韌帶撕裂。3月18日，麥卡洛決定返回美國進行手術。麥卡洛身披新北國王球衣出賽7場，場均表現為20.86分、8.57籃板、1.71助攻、0.86抄截、1.14阻攻。
2023年2月27日，麥卡洛加盟P. LEAGUE+福爾摩沙台新夢想家。
2025年8月15日，麥卡洛加盟台灣職業籃球大聯盟桃園台啤永豐雲豹。

## 生涯數據

### NBA

#### 例行賽
| 賽季     | 球隊         | GP | GS | MPG  | FG%  | 3P%  | FT%  | RPG | APG | SPG | BPG | PPG |
| -------- | ------------ | -- | -- | ---- | ---- | ---- | ---- | --- | --- | --- | --- | --- |
| 2015–16  | 布魯克林籃網 | 24 | 4  | 15.1 | .404 | .382 | .478 | 2.8 | .4  | 1.2 | .5  | 4.7 |
| 2016–17  | 布魯克林籃網 | 14 | 0  | 5.1  | .516 | .167 | .667 | 1.2 | .1  | .1  | .1  | 2.5 |
| 2016–17  | 華盛頓巫師   | 2  | 0  | 4.0  | .000 | .000 | .500 | 1.0 | .0  | .5  | .0  | .5  |
| 2017–18  | 華盛頓巫師   | 19 | 0  | 4.7  | .429 | .125 | .643 | 1.3 | .2  | .0  | .3  | 2.4 |
| 生涯總計 | 生涯總計     | 59 | 4  | 9.0  | .426 | .306 | .548 | 1.9 | .3  | .5  | .3  | 3.3 |

## 外部連結
- 克里斯·麥卡洛的Facebook專頁
- 克里斯·麥卡洛的Instagram帳戶
- 克里斯·麥卡洛的X（前Twitter）
- 克里斯·麥卡洛在fiba.basketball（英语）
- 克里斯·麥卡洛在NBA官網（英语）
- 克里斯·麥卡洛在NBA G聯盟官網（英语）
- 克里斯·麥卡洛在韓國籃球聯賽官網（英语）
- 克里斯·麥卡洛在P. LEAGUE+官網
- 克里斯·麥卡洛在Basketball-Reference.com（NBA）（英语）
- 克里斯·麥卡洛在Basketball-Reference.com（NBA G聯盟）（英语）
- 克里斯·麥卡洛在Basketball-Reference.com（國際）（英语）
- 克里斯·麥卡洛在Sports-Reference.com（NCAA）（英语）
- 克里斯·麥卡洛在ESPN（NBA）（英语）
- 克里斯·麥卡洛在Eurobasket.com（球員）（英语）
- 克里斯·麥卡洛在Proballers（英语）
- 克里斯·麥卡洛在RealGM（球員）（英语）
- 克里斯·麥卡洛在中国篮球数据库